# Pythonichthys
Pythonichthys är ett släkte av fiskar. Pythonichthys ingår i familjen Heterenchelyidae.
Kladogram enligt Catalogue of Life:
| Pythonichthys | \| \| Pythonichthys asodes \| \| \| \| \| \| Pythonichthys macrurus \| \| \| \| \| \| Pythonichthys microphthalmus \| \| \| \| \| \| Pythonichthys sanguineus \| \| \| \| |
|               | \| \| Pythonichthys asodes \| \| \| \| \| \| Pythonichthys macrurus \| \| \| \| \| \| Pythonichthys microphthalmus \| \| \| \| \| \| Pythonichthys sanguineus \| \| \| \| |
|               | Panturichthys |
|               | |
|               | Pythonichthys asodes |
|               | |
|               | Pythonichthys macrurus |
|               | |
|               | Pythonichthys microphthalmus |
|               | |
|               | Pythonichthys sanguineus |
|               | |

|  | Pythonichthys asodes         |
|  |                              |
|  | Pythonichthys macrurus       |
|  |                              |
|  | Pythonichthys microphthalmus |
|  |                              |
|  | Pythonichthys sanguineus     |
|  |                              |